# صرع-الإعاقة الفكرية عند الإناث
الصرع-الإعاقة الفكرية عند الإناث والمعروف أيضًا باسم الصرع المرتبط بجين PCDH19 أو اعتلال الدماغ الصرعي في الطفولة المبكرة9 واختصاره ( EIEE9 )، هو نوع نادر من الصرع يُصيبُ الإناث بشكلٍ أساسي ويتميز بمجموعات مِن النوبات القصيرة، والتي تبدأ في مرحلةِ الرضاعة أو الطفولة المبكرة، ويصاحبها أحيانًا درجات متفاوتة مِن ضعف الإدراك .     إن النمط الفريد مِن النوبات التي تبدأ في سن مبكرة مع الاختبارات الجينية ونتائج المختبرات والتأخيرات المحتملة في النمو أو الانحدار في النمو والاضطرابات المرتبطة بها مما يسهل من التشخيص.
يقُوم مكتب المعاهد الوطنية للصحة وأبحاث الأمراض النادرة بتصنيفِ الصرع المرتبط بجينِ PCDH19 على أنه اضطراب نادر.  على الرغمِ مِن عدم توفر البيانات الوبائية الرسمية، تُشير نتائج الفحوصات التشخيصية إلى أن ما يقربُ من 1 من كل 10 فتيات تبدا اول نوباتهن قبل سن الخامسة قد يكون لديهن طفرات في PCDH19.   

## العلامات والأعراض
الصرعُ المرتبط بجين PCDH19 هو مُتلازمة صرع نادرة ومُتغيرة للغاية، تتميز بالبداية المبكرة لمجموعاتِ النوبات، حيث تكون بدايتها عادة في سن يتراوح من 4 إلى 60 شهرًا، ومتوسط البداية في 12.9 شهرًا.     هُناك جوانب أخرى شائعة أيضًا، مثل درجات متفاوتة من ضعف الإدراك والمشاكل السلوكية والنفسية، ولكنها ليست ضرورية لتشخيص الصرع المرتبط بجينِ PCDH19.          </link>
يتشارك الصرع المرتبط بجين PCDH19 في العديد من السمات السريرية مع اعتلالات الدماغ الصرعية المبكرة الأخرى، مثل متلازمة درافيت ، والصرع المعمم مع النوبات الحموية (GEFS+)، ومتلازمة FIRES (متلازمة الصرع المرتبطة بالعدوى الحموية)، ومتلازمة لينوكس غاستو أو الصرع من أصل غير معروف.  ومع ذلك، فإن هذا الاضطراب يتميز بتطور واضح للأعراض، ويرتبط بطفرات جينية محددة في جين PCDH19. 

### النوبات
السمة المميزة للصرع المرتبط بجين PCDH19 هي النوبات العنقودية المبكرة التي غالبًا ما تسبب نوبات زرقة، والتي تبدأ في مرحلة الرضاعة أو الطفولة المبكرة.     عادةً ما يتزامن ظهور المجموعة الأولى من النوبات مع الحمى ( النوبات الحموية )، إلا أن النوبات اللاحقة قد تكون مصحوبة بالحمى أو غير مصحوبة بالحمى.    تكون مجموعات النوبات عادةً عبارة عن نوبات قصيرة، تستمر من 1 إلى 5 دقائق، وغالبًا ما تكون مصحوبة بصراخ خائف يُلاحظ لدى 63% من الفتيات.       </link> يمكن أن تحدث هذه النوبات العنقودية أكثر من 10 مرات في اليوم على مدار عدة أيام، مع فترات زمنية متفاوتة بين مجموعات النوبات.  
بمرور الوقت، يميل الأطفال المصابون بالصرع المرتبط بجين PCDH19 إلى إظهار أنواع متعددة من النوبات، بما في ذلك النوبات البؤرية ، والنوبات التوترية الرمعية المعممة، والنوبات التوترية ، والنوبات الارتخائية، والنوبات الرمعية العضلية ، ونوبات الغياب .   في دراسة صغيرة أجريت على 35 مريضة مصابة بالصرع المرتبط بجين PCDH19، حدثت نوبات نادرة من الحالة الصرعية في حوالي 30% من المريضات في المسار المبكر للاضطراب. 
في الصرع المرتبط بجين PCDH19، غالبًا ما تكون النوبات مقاومة للعلاج، وخاصة في مرحلة الرضاعة والطفولة.    بالإضافة إلى ذلك، تتميز النوبات عادةً باستمرار النوبات العنقودية، بتردد متغير.   في دراسة أجريت على 35 مريضة مصابة بالصرع المرتبط بجين PCDH19، أصبحت حوالي 30% منهن بلا نوبات في طفولة الفتاة (متوسط العمر 12 عامًا)، ومع ذلك استمرت مع بعضهن الى مرحلة البلوغ.  وفي نفس الدراسة، كان عدد قليل من المرضى يعانون من نوبات صرع متكررة تطورت إلى حالة صرعية في مرحلة الطفولة أو المراهقة المبكرة. 

### مشاكل النمو
بخلاف النوبات العنقودية المبكرة والمقاومة للعلاج، فإن الصرع المرتبط بجين PCDH19 عادة ما يكون مرتبطًا (ولكن ليس دائمًا) بضعف إدراكي وحسي بدرجات متفاوتة، ومشاكل نفسية وسلوكية.          </link> يُقدَّر أن ما يصل إلى 60 إلى 75% من الإناث يعانين من عجز إدراكي، يتراوح من إعاقة ذهنية خفيفة إلى شديدة، ولا يبدو أن هذا العجز مرتبطًا بتواتر النوبات أو شدتها.      
يمكن أن يتبع التطور على مدار طفولة المريضات أحد ثلاثة مسارات: التأخيرات منذ الولادة والتي تستمر حتى مرحلة البلوغ، أو التطور الطبيعي ثم التراجع، أو التطور الفكري الطبيعي.   لم يتضح بعد سبب تأخر النمو الفكري لدى بعض الأشخاص وتراجع نموهم العقلي لدى آخرين بسبب الإصابة بالصرع.  
من دراسة أجرتها جامعة ملبورن، يعاني ثلثا مرضى الصرع المرتبط بجين PCDH19 من ضعف الأداء الفكري أو الإعاقة الفكرية ، بينما يتمتع ثلثهم بذكاء طبيعي.  وقد لوحظ وجود ارتباط بين الاكتئاب والتوحد والسلوكيات الوسواسية والعدوانية واضطرابات أخرى في الصرع المرتبط بجين PCDH19.         </link> حوالي 40-60% من الفتيات المصابات بطفرة PCDH19 مصابات باضطراب طيف التوحد .    
يُظهر العديد من الأشخاص الذين يعانون من طفرات جين PCDH19 أيضًا مشاكل سلوكية ونفسية - بما في ذلك اضطراب فرط الحركة ونقص الانتباه، والعدوانية، واضطراب الوسواس القهري ، والقلق.     قد تظهر تشوهات عصبية أخرى، بما في ذلك اضطرابات النوم، وانقطاع النفس النوبي، وعجز الحركة، وانخفاض التوتر العضلي ، وتأخر اللغة ، ومشاكل التكامل الحسي ، وخلل التوتر العصبي اللاإرادي . 

## الأسباب
توصلت دراسة أجريت عام 2008 إلى وجود علاقة بين جين PCDH19 والنوبات المبكرة التي تصيب الإناث، مع تأكيد الدراسات اللاحقة على هذه العلاقة.    
يمكن أن ينشأ الصرع المرتبط بجين PCDH19 كحالة فردية في الأسرة، بسبب خطأ جديد في تكرار الخلايا، أو يمكن أن يكون وراثيًا.    في سلسلة كبيرة من الحالات التي تم فيها تحديد الوراثة، حدث نصف طفرات PCDH19 حديثًا، وتم توريث النصف الآخر من الآباء الذين يتمتعون بصحة جيدة، والذين لم تظهر عليهم أي أدلة على النوبات أو الاضطرابات الإدراكية.   
يمكن أن ينتقل الطفرة PCDH19 بين الرجال والنساء، على الرغم من أن الإناث عادة يظهرن أعراضًا يمكن أن تكون خفيفة للغاية. تبلغ احتمالية إنجاب أطفال حاملين للجين 50% لدى الإناث اللاتي يحملن الطفرة. تبلغ احتمالية نقل الطفرة إلى الابنة لدى الرجال 100% واحتمالية نقلها إلى الابن 0%.    
على الرغم من أن الذكور لا يظهرون عمومًا تاريخًا مرتبطًا بجين PCDH19 مثل النوبات العنقودية، إلا أنه في دراسة شملت أربع عائلات تعاني من طفرات في جين PCDH19، كان لدى 5 من الآباء ميول هوسية وسيطرة. 
تم تأكيد ارتباط الكروموسوم Xq22.1 بالجين PCDH19 المرتبط بالصرع لدى الإناث في جميع العائلات. 
نمط الوراثة غير معتاد، حيث أن الرجال الذين يحملون طفرة جين PCDH19 على الكروموسوم X الوحيد لديهم لا يتأثرون عادةً، باستثناء حالات نادرة من الفسيفساء الجسدية . [11]  وبدلاً من ذلك، تظهر الأعراض على ما يقرب من 90% من النساء اللاتي يحملن الطفرة في أحد الكروموسومين X.    وقد اقترح أن حدوث الصرع المرتبط بجين PCDH19 بشكل أكبر لدى الإناث قد يكون مرتبطًا بتعطيل الكروموسوم X ، من خلال آلية افتراضية تسمى التدخل الخلوي .  
توصلت دراسة أجريت عام 2011 إلى حالات كان فيها المرضى مصابين بطفرة PCDH19، ولكن والديهم لم يكونوا مصابين بها. وجدوا أن " الفسيفساء التناسلية " لطفرة PCDH19 في أحد الوالدين هي آلية جزيئية مهمة مرتبطة بوراثة جين PCDH19 المتحور.   

### علم الوراثة
يقع جين PCDH19 على الذراع الطويل (q) للكروموسوم X في الموضع 22.1.     يشفر الجين البروتوكادهيرين 19، وهو بروتين غشائي يتكون من جزيئات التصاق الخلايا المعتمدة على الكالسيوم، والذي يتم التعبير عنه بقوة في الأنسجة العصبية، مثل الحُصين، والقشرة المخية، والمهاد، واللوزة.    يبدو أن البروتوكادهيرين 19 مرتبط بالانتقال المشبكي وتكوين الاتصالات المشبكية أثناء نمو الدماغ.  
يمكن أن يؤدي حدوث طفرة في جين PCDH19 إلى تشوه بروتين البروتوكادهيرين 19 أو انخفاض وظيفته أو عدم إنتاجه على الإطلاق.  يؤدي هذا التعبير غير الطبيعي عن البروتوكادهيرين 19 إلى حدوث عجز في إشارات GABAergic ، مما يتسبب في حدوث النوبات التي تبدأ في السنوات الأولى من الحياة. 
يختلف التعبير عن طفرة PCDH19 بشكل كبير، حيث يبدو أن بعض الأفراد غير متأثرين، بينما يظهر آخرون مرضًا شديدًا.  حتى التوائم المتماثلة الزيجوت التي تحمل الطفرة قد يكون لديها اختلافات في وتيرة النوبات ودرجة الضعف الإدراكي. 
حاليًا، يعد جين PCDH19 ثاني أكثر الجينات أهمية سريريًا في مجال الصرع؛ حيث يحدث ثاني أكبر عدد من الطفرات المرتبطة بالصرع التي تم تحديدها حتى الآن في جين PCDH19.     الجين SCN1A ، المرتبط بمتلازمة درافيت ، هو الأكثر أهمية سريريًا.  

## تشخيص
يعتمد الصرع المرتبط بالجين PCDH19 سريريًا على تاريخ النوبات لدى المريض والأسرة، والتقييم العصبي النفسي المعرفي والسلوكي، والفحص العصبي، ودراسات تخطيط كهربية الدماغ (EEG) ، والمراقبة طويلة الأمد. يتم تأكيد التشخيص باستخدام الاختبار الجزيئي لطفرة PCDH19.  

### اختبار تشخيصي
يوصى بهذا الاختبار بشكل خاص عند الأطفال الذين أصيبوا بنوبات صرع متسلسلة. ويوصى به أيضًا للمرضى الذين تم تشخيصهم بمتلازمة GEFS+ وعندما تكون النوبات مرتبطة بالحمى أو العدوى أو التراجع أو تأخر النمو المعرفي أو المشاكل السلوكية. يتم عادة طلب هذا الاختبار من قبل أطباء الأعصاب . يمكن إجراء الاختبار التشخيصي عن طريق سحب عينة من الدم أو اللعاب من المريض وأفراد أسرته المباشرين. ويتم تحليله في المختبرات المتخصصة في الاختبارات الجينية . يمكن أن تساعد الاختبارات الجينية في التشخيص الدقيق وفهم الاضطراب، وقد تساعد في تحديد خطة العلاج المثلى، وإذا كانت النتيجة إيجابية، يمكن لاختبار الوالدين تحديد ما إذا كانوا حاملين للمرض.[بحاجة لمصدر]</link>

### تصنيف
وبسبب اكتشافه حديثًا، فإن الصرع المرتبط بالجين PCDH19 ليس له تصنيف محدد وفقًا للرابطة الدولية لمكافحة الصرع .
يُعتقد أن الصرع المرتبط بجين PCDH19 يتطور بناءً على نقص جين PCDH19 (بروتوكادهيرين 19) المسؤول عن التصاق الخلايا المعتمد على الكالسيوم.  [nb 1] إن سببها وعلم وظائف الأعضاء المرضية (السبب والآليات التي يحدث بها الضرر) يختلفان عن أنواع الصرع الأخرى، على الرغم من أن الأعراض تشبه إلى حد كبير المتلازمات الصرعية الأخرى، مثل الصرع المعمم مع النوبات الحموية بالإضافة إلى (GEFS+)، ومتلازمة درافيت مع SCN1A السلبية، ومتلازمة FIRES (متلازمة الصرع المرتبطة بالعدوى الحموية)، ومتلازمة لينوكس غاستو أو الصرع من أصل غير معروف. 

## علاج

### دواء
تُستخدم الأدوية المضادة للصرع في معظم الحالات للسيطرة على النوبات، ومع ذلك، يرتبط الصرع المرتبط بجين PCDH19 عمومًا بالتطور المبكر للنوبات المقاومة للأدوية.    وتدعم البيانات الموجودة استخدام "التعدد الدوائي العقلاني"، والذي يتألف من إضافة تدريجية للأدوية المضادة للصرع حتى يستجيب المريض بشكل إيجابي أو يعاني من أحداث سلبية لا تطاق.  بشكل عام، وكما هو الحال في أنواع أخرى من الصرع غير الخاضع للسيطرة، يبدو أن استخدام الأدوية ذات آليات العمل المختلفة أكثر فعالية من الجمع بين الأدوية ذات آليات العمل المماثلة. 
لم تتم دراسة أي أدوية مضادة للصرع متداولة حاليًا على نطاق واسع في الصرع المرتبط بجين PCDH19 ولا توجد استراتيجية علاجية ثابتة للفتيات المصابات بالصرع المرتبط بجين PCDH19.   قد يستجيب المرضى بشكل جيد للعلاج باستخدام ليفاتيراسيتام وفي حالات مقاومة الأدوية، ستيريبنتول ، والذي لم تتم الموافقة عليه في الولايات المتحدة ولكنه متاح من خلال عملية IND الموسعة التابعة لإدارة الغذاء والدواء.   قد يكون من الأسهل السيطرة على النوبات مع تقدم العمر، وخاصة بعد العقد الثاني من العمر. ومع ذلك، فقد أظهرت بعض المنشورات أن سحب الدواء يرتبط ارتباطًا وثيقًا بتكرار النوبات. 

### الرعاية العاجلة
في المستشفى، يتبع الأطباء بروتوكولًا قياسيًا لإدارة النوبات. تتم السيطرة على النوبات العنقودية عمومًا باستخدام البنزوديازيبينات مثل الديازيبام أو الميدازولام أو لورازيبام أو كلونازيبام . يوصى باستخدام الأكسجين في الولايات المتحدة، ولكن في أوروبا يوصى به فقط في حالات الصرع لفترات طويلة. 

## علم الأوبئة

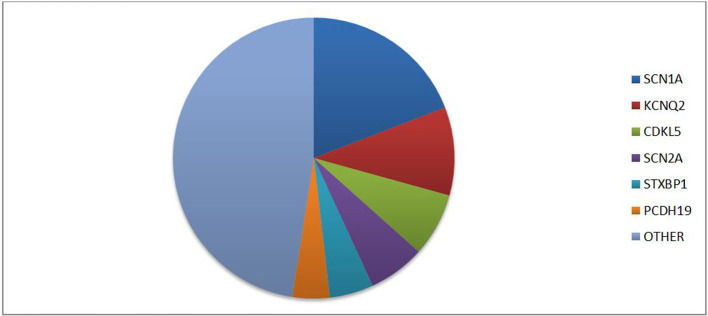
وفقًا للبيانات التي تم جمعها حتى عام 2020، كان PCDH19 (البرتقالي) من بين الجينات الستة الأكثر تورطًا في الصرع الوراثي. من مراجعة أجراها جيوفاني باتيستا ديل إيزولا وآخرون، 2021.

يقوم المعهد الوطني للصحة ومكتب أبحاث الأمراض النادرة بتصنيف الصرع المرتبط بجين PCDH19 على أنه اضطراب نادر.  الأمراض النادرة، بحكم التعريف، هي الأمراض التي تصيب أقل من 200 ألف شخص في الولايات المتحدة. نظرًا لأن الطفرة المرتبطة بالصرع المرتبط بجين PCDH19 لم يتم التعرف عليها إلا مؤخرًا في عام 2008، فإن معدل الإصابة الحقيقي بالمرض غير معروف بشكل عام. 
على الرغم من عدم توفر البيانات الوبائية الرسمية، تشير نتائج الفحص التشخيصي إلى أن ما يقرب من 1 من كل 10 فتيات يعانين من بداية النوبات قبل سن الخامسة قد يكون لديهن طفرات في جين PCDH19.    بالإضافة إلى ذلك، أدى فحص PCDH19 لعدة مجموعات كبيرة من الإناث المصابات بالصرع المرتبط بالحمى في بداية ظهوره إلى معدل يبلغ حوالي 10% من الأفراد الإيجابيين للطفرة.   

## تاريخ
وقد وصف جوبيرج وهيلمان هذا الاضطراب في الأصل عام 1971 في مجلة طب الأطفال ، حيث ذكرا أن هناك عائلة تضم 15 قريبة من الإناث، كانت تربطهن صلة قرابة إما كأخوات أو أبناء عمومة من الدرجة الأولى من خلال آبائهن، وكان لديهن نوبات مبكرة مع ضعف إدراكي.    في الأدبيات التي تمت مراجعتها من قبل الأقران لاحقًا، تمت الإشارة إلى الاضطراب باسم "الصرع والتخلف العقلي المحدود بالإناث" (EFMR)، وتم تسميته لاحقًا بمتلازمة EIEE9 أو متلازمة جوبيرج هيلمان.    تميزت متلازمة هذه العائلة بظهور نوبات الصرع في مرحلة الطفولة. وأظهرت بعض الفتيات تراجعًا في النمو مع إعاقات ذهنية تتراوح من خفيفة إلى شديدة. يتميز هذا الاضطراب بنمط وراثي غير عادي. يعتبر وراثيا مرتبطا بالكروموسوم X ويحمله الذكور. يمكن للنساء والرجال الذين يحملون الجين المصاب أن ينقلوا المرض. أعرب الرجال عن نمط ظاهري طبيعي. وقد ثبت أن هذا الاضطراب مرتبط بالطفرات من خلال علامات الميكروساتلايت Xq22. <sup id="mwAcs">[ملاحظة 4]</sup> <sup id="mwAc0">[4]</sup>
وبسبب التعبير الواضح المحدود عن هذه الحالة لدى الإناث، فقد ظلت بعيدة عن الخريطة الجينية حتى عام 1997م، وهو العام الذي قام فيه رايان وآخرون برسم خريطة الجين المسؤول عن الكروموسوم X. 
بعد مرور أحد عشر عامًا على نجاح ريان وآخرين، في عام 2008، كشف التسلسل المنهجي لإكسونات الكروموسوم X في سبع عائلات كبيرة تم تشخيصها بمرض EFMR عن طفرات جين PCDH19 باعتبارها السبب. وقد أدى هذا إلى تحول في وصف EMFR باعتباره صرعًا مرتبطًا بجين PCDH19.      أدى اكتشاف طفرة الجين PCDH19 إلى تطوير اختبار وراثي للصرع المرتبط بالجين PCDH19.[بحاجة لمصدر]</link>
في عام 2009، شخص ديبيان وآخرون ذكرًا مصابًا بفسيفساء جسدية بسبب حذف جين PCDH19 واضطراب النوبات الشبيه بمتلازمة درافيت.      أدت النتائج إلى قيام Depienne et al. بتحديد طفرات PCDH19 في المرضى المصابين بمتلازمة درافيت السلبية SCN1A.    وقد أدى هذا إلى ظهور تقارير إضافية عن مرضى إيجابيين لـ PCDH19، مما أدى إلى توسيع الطيف السريري للاضطراب.   